# SBS 1425+606
 (mars 2025).
Améliorez-le ou discutez des points à vérifier. 
SBS 1425+606 premièrement nommé QSO B1425+606 est un très lointain et très lumineux quasar de type AGN de la constellation du Dragon à environ 3,9 milliards années-lumière. Il est doté d'une très grande raie d'absorption,,.

## Découverte
QSO B1425+606 a été découvert en 1996 grâce à une étude spectroscopique de 202 objets stellaires faite par l'équipe travaillant au Second Byurakan Survey. Cette étude spectroscopique a relevé 76 quasars dont QSO B1425+606, une centaine d’étoiles sous-naines et un objet Bl Lacertae.

## Caractéristiques
QSO B1425+606 est doté d'une très grande raie d'absorption, d'une magnitude apparente variable de 15,9 à 16,9 et d'une magnitude absolue de -31.5.
QSO B1425+606 est aussi doté d'un redshift de 3.19. 
Une étude par le Radio Télescope XMM-Newton a relevé un intense rayonnement X, des nuages de gaz froid ont été détectés grâce à leurs très grande raie d’absorption (sa masse pourrait être estimée par la même méthode que celle pour le quasar TON 618).
Le Second Byurakan Survey a aussi relevé de très puissants jets de gaz ionisé émettant dans le domaine des ondes radio (107 GHz) ainsi que deux immenses lobes radio (dits AGN). 
QSO B1425+606 fait partie des quasars les plus énergétiques de l’univers, sa magnitude absolue et de -31,5 soit 1041 watts, cette intense luminosité est due à son disque d’accrétion très lumineux.
L’intense luminosité du disque d’accrétion viendrait du fait que la masse de QSO B1425+606 pourrait avoisiner les 40 à 10 milliards de masses solaires, le trou noir de 40 à 10 milliards de masses solaires propulserait la matière à une fraction significative de la vitesse de la lumière, au vu de la vitesse des gaz du disque d’accrétion, une friction entre deux atomes de gaz leur ferait atteindre plusieurs milliards de degré C°, ce qui aurait comme effet d'ioniser le gaz et une intense luminosité serait alors émise,,,,.